# Championnat de Tchéquie féminin de handball
Le championnat de Tchéquie féminin de handball est le plus haut niveau de compétition de clubs féminins de handball en Tchéquie.
Il est créé en 1993 et fait suite au Championnat de Tchécoslovaquie féminin de handball.

## Palmarès
| Saison  | Champion                                   | Deuxième                                   | Troisième                                  |
| ------- | ------------------------------------------ | ------------------------------------------ | ------------------------------------------ |
| 1993/94 | DHC Slavia Prague                          | Novesta Zlín                               | DHK Zora Olomouc                           |
| 1994/95 | Novesta Zlín                               | DHC Slavia Prague                          |                                            |
| 1995/96 | Novesta Zlín                               | DHK Zora Olomouc                           |                                            |
| 1996/97 | LR BK Ostrava                              | HC Veselí nad Moravou                      |                                            |
| 1997/98 | LR BK Ostrava                              | DHC Slavia Prague                          | HC Veselí nad Moravou                      |
| 1998/99 | DHC Slavia Prague                          | HC Veselí nad Moravou                      |                                            |
| 1999/00 | DHC Slavia Prague                          | Lokomotiva Cheb                            |                                            |
| 2000/01 | DHC Slavia Prague                          | Novesta Zlín                               |                                            |
| 2001/02 | DHC Slavia Prague                          | Novesta Zlín                               | DHK Zora Olomouc                           |
| 2002/03 | DHK Altermed Olomouc                       | DHC Slavia Prague                          | HC Zlín                                    |
| 2003/04 | DHK Zora Olomouc                           | DHC Slavia Prague                          | HC Zlín                                    |
| 2004/05 | HC Zlín                                    | HC Veselí nad Moravou                      | DHC Slavia Prague                          |
| 2005/06 | HC Veselí nad Moravou                      | DHC Slavia Prague                          | DHK Zora Olomouc                           |
| 2006/07 | DHC Slavia Prague                          | HC Veselí nad Moravou                      | DHK Zora Olomouc                           |
| 2007/08 | DHK Zora Olomouc                           | HC Veselí nad Moravou                      | DHC Slavia Prague                          |
| 2008/09 | HC Veselí nad Moravou                      | DHK Zora Olomouc                           | DHC Slavia Prague                          |
| 2009/10 | DHC Slavia Prague                          | HC Veselí nad Moravou                      | DHK Zora Olomouc                           |
| 2010/11 | HC Veselí nad Moravou                      | DHC Slavia Prague                          | HC Zlín                                    |
| 2011/12 | DHC Sokol Poruba                           | HC Veselí nad Moravou                      | TJ Sokol Písek                             |
| 2012/13 | DHK Baník Most                             | DHC Sokol Poruba                           | DHC Slavia Prague                          |
| 2013/14 | DHK Baník Most                             | DHC Slavia Prague                          | DHC Sokol Poruba                           |
| 2014/15 | DHK Baník Most                             | DHC Sokol Poruba                           | DHC Slavia Prague                          |
| 2015/16 | DHK Baník Most                             | DHC Slavia Prague                          | DHC Sokol Poruba                           |
| 2016/17 | DHK Baník Most                             | DHC Slavia Prague                          | DHK Zora Olomouc                           |
| 2017/18 | DHK Baník Most                             | DHC Slavia Prague                          | HC Veselí nad Moravou                      |
| 2018/19 | DHK Baník Most                             | DHC Slavia Prague                          | DHC Sokol Poruba                           |
| 2019/20 | arrêté à cause de la pandémie de Covid-19. | arrêté à cause de la pandémie de Covid-19. | arrêté à cause de la pandémie de Covid-19. |
| 2020/21 | DHK Baník Most                             | DHC Slavia Prague                          | DHC Sokol Poruba                           |
| 2021/22 | DHK Baník Most                             | DHC Plzeň                                  | DHK Zora Olomouc                           |
| 2022/23 | DHC Slavia Prague                          | DHK Baník Most                             | DHK Zora Olomouc                           |
| 2023/24 | DHK Baník Most                             | handball Kynžvart                          | TJ Sokol Písek                             |

### Bilan
| Club  | Titres                  | Saisons |                                                            |
| ----- | ----------------------- | ------- | ---------------------------------------------------------- |
| 1     | DHK Baník Most          | 10      | 2013, 2014, 2015, 2016, 2017, 2018, 2019, 2021, 2022, 2024 |
| 2     | DHC Slavia Prague       | 8       | 1994, 1999, 2000, 2001, 2002, 2007, 2010, 2023             |
| 3     | HC Zlín                 | 3       | 1995, 1996, 2005                                           |
| 3     | DHK Zora Olomouc        | 3       | 2003, 2004, 2008                                           |
| 3     | HC Veselí nad Moravou   | 3       | 2006, 2009, 2011                                           |
| 3     | BK Ostrava/Sokol Poruba | 3       | 1997, 1998, 2012                                           |
| -     | non décerné             | 1       | 2020                                                       |
| Total | Total                   | 21      | 1993-2024                                                  |

### Coupes d'Europe
Le coefficient EHF du championnat pour la saison 2024-2025 est :
| Rang                   | Championnat | Coeff. | Places |
| ---------------------- | ----------- | ------ | ------ |
| 1                      | Norvège     | 240,00 | 1      |
| 2                      | Hongrie     | 182,00 | 1      |
| 3                      | France      | 153,33 | 1      |
| 4                      | Russie      | 133,00 | 0      |
| 5                      | Danemark    | 128,33 | 1      |
| 6                      | Roumanie    | 113,00 | 1      |
| 7                      | Slovénie    | 85,00  | 1      |
| 8                      | Monténégro  | 71,67  | 1      |
| 9                      | Allemagne   | 61,33  | 1      |
| 10 à 50 : aucune place |             |        |        |

| Rang                                   | Championnat | Coeff. | Places |
| -------------------------------------- | ----------- | ------ | ------ |
| 1                                      | Danemark    | 112,00 | 4      |
| 2                                      | Allemagne   | 85,67  | 4      |
| 3                                      | France      | 82,33  | 3      |
| 4                                      | Roumanie    | 73,00  | 3      |
| 5                                      | Hongrie     | 67,00  | 3      |
| 6                                      | Norvège     | 50,33  | 3      |
| 7                                      | Russie      | 44,50  | 0      |
| 8                                      | Pologne     | 28,33  | 3      |
| 9                                      | Croatie     | 20,33  | 3      |
| 10 à 17 : 2 places ; 18 à 31 : 1 place |             |        |        |
| 32 à 50 : 0 place                      |             |        |        |

Depuis la création du classement européen des championnats nationaux, la Tchéquie n'a jamais fait partie des meilleurs championnats avec au mieux une onzième place :
| Année | 06 | 07 | 08 | 09 | 10 | 11 | 12 | 13 | 14 | 15 | 16 | 17 | 18 | 19 | 20 | 21 | 22 | 23 |
| ----- | -- | -- | -- | -- | -- | -- | -- | -- | -- | -- | -- | -- | -- | -- | -- | -- | -- | -- |
| Rang  | 36 | 33 | 27 | 21 | 23 | 25 | 26 | 19 | 18 | 17 | 20 | 20 | 18 | 17 | 12 | 13 | 11 | 13 |